# El encargado
El encargado (bra: Meu Querido Zelador) é uma série de televisão via streaming de comédia argentina produzida pela Pegsa para a The Walt Disney Company. O enredo segue um porteiro de um grande edifício que aproveita seu poder para se intrometer na vida dos inquilinos. É estrelada por Guillermo Francella, Gabriel Goity, Moro Anghileri e Gastón Cocchiarale. A primeira temporada da série estreou em 26 de outubro de 2022 no Star+.

## Sinopse
A série narra, com tons de ironia e humor, a história de Eliseo, administrador de um prédio da sociedade de alta classe, onde secretamente a partir do consórcio que o emprega, usará e abusará de seu poder de vigilância para interferir na vida de seus habitantes e assim estabelecer um contato com eles tendo uma atitude prestativa, porém, sob essa falsa personalidade, Eliseo terá outras intenções e procurará manipulá-los para seu próprio benefício.

## Elenco

### Principal
- Guillermo Francella como Eliseo
- Gabriel Goity como Matías Zambrano
- Darío Barassi como Gabriel
- Moro Anghileri como Paola
- Gastón Cocchiarale como Miguel

### Convidados
- Mirta Busnelli
- Luis Brandoni
- Nicolás Vázquez
- Martín Seefeld
- Benjamín Rojas
- Nicolás Francella
- Adriana Aizemberg
- Jorge D'Elía
- René Bertrand
- Malena Sánchez
- Daniel Miglioranza
- Dani La Chepi

## Desenvolvimento

### Produção
Em dezembro de 2020, foi confirmado que Gastón Duprat e Mariano Cohn desenvolviam uma comédia para a plataforma Star+ intitulada El encargado. Em junho de 2021, foi anunciado que a produção ficaria a cargo da empresa Pegsa Group.

### Filmagem
As gravações da série começaram no final de junho de 2021 em Buenos Aires.

### Elenco
No final de dezembro de 2020, foi confirmado que Guillermo Francella havia sido contratado para estrelar a série como o porteiro de um edifício exclusivo. Em maio de 2021, foi anunciado que Mirta Busnelli, Luis Brandoni, Nicolás Vázquez, Darío Barassi, Martín Seefeld, Benjamín Rojas, Nicolás Francella, Dani La Chepi, René Bertrand, Daniel Miglioranza e Gastón Cocchiarale participariam da série como inquilinos e vizinhos do edifício. Em junho daquele ano, foi noticiado que Adriana Aizemberg, Gabriel Goity, Jorge D 'Elía e Moro Anghileri completariam o elenco da série.